# Neoxyphinus caxiuana
Neoxyphinus caxiuana – gatunek pająków z rodziny Oonopidae.

## Taksonomia
Gatunek ten opisany został po raz pierwszy w 2017 roku przez Níthomasa M. Feitosę i Daniellę F. Moss na łamach „Zootaxa”. Jako lokalizację typową wskazano Estação Científica Ferreira Penna na terenie Floresta Nacional de Caxiuanã w Melgaço w brazylijskim stanie Pará. Epitet gatunkowy pochodzi od tejże lokalizacji.

## Morfologia
Holotypowy samiec ma 1,9 mm, a paratypowa samica 2,16 mm długości ciała. Karapaks jest jajowaty w zarysie, jasnopomarańczowo ubarwiony, o teksturyzowanej, miejscami siateczkowanej powierzchni, lekko wyniesionej części głowowej, pozbawiony ząbkowania na krawędziach bocznych oraz kolców, guzków lub powiększonych kieszonek szczecinkowych w tyle. Wysoki nadustek ma niezmodyfikowaną, prostą w widoku przednim krawędź. Kolor szczękoczułków, szczęki i wargi dolnej jest bladopomarańczowy. Bladopomarańczowe, tak długie jak szerokie sternum u obu płci pozbawione jest dołków, gładkie. Odnóża są jasnopomarańczowe u samca, a pomarańczowobrązowe u samicy. Opistosoma (odwłok) ma bladopomarańczowe, gładkie skutum grzbietowe oraz bladopomarańczowe skutum epigastryczne i postepigastryczne. 
Genitalia samicy cechują się brakiem kieszonek w bruździe między tylnymi przetchlinkami oraz płytką płciową o szerokim przedsionku. Nogogłaszczki samca są w całości żółte, wyposażone w ciemny embolus, w widoku brzusznym o krawędzi szczytowej wyrostka wierzchołkowego złożonej nad jego odsiebnym odcinkiem.

## Rozprzestrzenienie
Pająk neotropikalny, endemiczny dla Brazylii, znany tylko ze stanu Pará. 